# Garno
Garno – wieś w Polsce położona w województwie mazowieckim, w powiecie radomskim, w gminie Wolanów. Ma status sołectwa.

## Integralne części wsi
| SIMC    | Nazwa             | Rodzaj    |
| ------- | ----------------- | --------- |
| 0641331 | Gapów             | część wsi |
| 0641348 | Kolonia za Łąką   | część wsi |
| 0641354 | Pod Chronówkiem   | część wsi |
| 0641360 | Pod Franciszkowem | część wsi |
| 0641377 | Pod Młodocinem    | część wsi |
| 0641383 | Podwyręba-Pfefera | część wsi |
| 0641390 | Wyręba            | część wsi |

## Historia
Była wsią poddaną klasztoru benedyktynów sieciechowskich w województwie sandomierskim w ostatniej ćwierci XVI wieku. W latach 1975–1998 miejscowość administracyjnie należała do województwa radomskiego.
Wierni Kościoła rzymskokatolickiego należą do parafii św. Doroty w Wolanowie.